# Turn- und Sportverein Herrsching 2021-2022
Questa voce raccoglie le informazioni riguardanti il Turn- und Sportverein Herrsching nelle competizioni ufficiali della stagione 2021-2022.

## Stagione
Il Turn- und Sportverein Herrsching partecipa alla stagione 2021-22 con la denominazione sponsorizzata WWK Volley Herrsching.
Dopo aver ottenuto un settimo posto nella regular season di 1. Bundesliga, venendo eliminato ai quarti di finale dei play-off scudetto. In Coppa di Germania raggiunge invece le semifinali, sconfitto dal Lüneburg.

## Organigramma societario
Area direttiva
- Presidente: Fritz Frömming

Area tecnica
- Allenatore: Maximilian Hauser
- Allenatore in seconda: Uwe Lindemann
- Assistente allenatore: Timo Kuhnke, Michael Mattes
- Scoutman: Aleksandar Milovančević

Area sanitaria
- Medico: Andreas Kugler
- Fisioterapista: Christopher Böddecker, Philipp Dehoust, Robin Lücke

## Rosa
| N° | Nome             | Ruolo | Data di nascita   | Nazionalità sportiva |
| -- | ---------------- | ----- | ----------------- | -------------------- |
| 1  | Đorđe Ilić       | C     | 23 settembre 1994 | Serbia               |
| 2  | Jordi Ramón      | S     | 9 luglio 1999     | Spagna               |
| 3  | Justus Lembach   | P     | 6 giugno 2001     | Germania             |
| 4  | Tim Peter        | S     | 8 settembre 1994  | Germania             |
| 5  | Luuc van der Ent | C     | 27 luglio 1998    | Paesi Bassi          |
| 7  | Ferdinand Tille  | L     | 8 dicembre 1988   | Germania             |
| 8  | Jonas Kaminski   | O     | 8 maggio 1996     | Germania             |
| 9  | Iven Ferch       | C     | 18 settembre 1997 | Germania             |
| 10 | Samuel Jeanlys   | O     | 27 marzo 1999     | Francia              |
| 12 | Laurenz Welsch   | S     | 20 giugno 2003    | Germania             |
| 13 | Jori Mantha      | S     | 27 novembre 1992  | Canada               |
| 14 | Philipp Schumann | O     | 2 maggio 1993     | Germania             |
| 15 | Fabian Suck      | C     | 11 marzo 2002     | Germania             |
| 17 | Severin Brandt   | P     | 6 febbraio 2004   | Germania             |
| 18 | Luke Herr        | P     | 18 luglio 1994    | Canada               |

## Statistiche

### Statistiche di squadra
| Competizione      | Punti | In casa | In casa | In casa | In trasferta | In trasferta | In trasferta | Totale | Totale | Totale |
| Competizione      | Punti | G       | V       | P       | G            | V            | P            | G      | V      | P      |
| ----------------- | ----- | ------- | ------- | ------- | ------------ | ------------ | ------------ | ------ | ------ | ------ |
| 1. Bundesliga     | 15/17 | 11      | 6       | 5       | 13           | 5            | 8            | 24     | 11     | 13     |
| Coppa di Germania | -     | 1       | 1       | 0       | 2            | 1            | 1            | 3      | 2      | 1      |
| Totale            | -     | 12      | 7       | 5       | 15           | 6            | 9            | 27     | 13     | 14     |

G = partite giocate; V = partite vinte; P = partite perse

### Statistiche dei giocatori
| Giocatore      | 1. Bundesliga | 1. Bundesliga | 1. Bundesliga | 1. Bundesliga | 1. Bundesliga | Coppa di Germania | Coppa di Germania | Coppa di Germania | Coppa di Germania | Coppa di Germania | Totale | Totale | Totale | Totale | Totale |
| Giocatore      | P             | PT            | AV            | MV            | BV            | P                 | PT                | AV                | MV                | BV                | P      | PT     | AV     | MV     | BV     |
| -------------- | ------------- | ------------- | ------------- | ------------- | ------------- | ----------------- | ----------------- | ----------------- | ----------------- | ----------------- | ------ | ------ | ------ | ------ | ------ |
| S. Brandt      | 3             | 0             | 0             | 0             | 0             | 0                 | 0                 | 0                 | 0                 | 0                 | 3      | 0      | 0      | 0      | 0      |
| I. Ferch       | 16            | 35            | 21            | 8             | 6             | 3                 | 12                | 8                 | 3                 | 1                 | 19     | 47     | 29     | 11     | 7      |
| L. Herr        | 24            | 55            | 24            | 15            | 16            | 3                 | 17                | 3                 | 8                 | 6                 | 27     | 72     | 27     | 23     | 22     |
| Đ. Ilić        | 24            | 195           | 123           | 55            | 17            | 3                 | 12                | 9                 | 3                 | 0                 | 27     | 207    | 132    | 58     | 17     |
| S. Jeanlys     | 14            | 200           | 183           | 14            | 3             | 3                 | 57                | 43                | 9                 | 5                 | 17     | 257    | 226    | 23     | 8      |
| J. Kaminski    | 23            | 103           | 83            | 10            | 10            | 3                 | 19                | 16                | 3                 | 0                 | 26     | 122    | 99     | 13     | 10     |
| J. Lembach     | 1             | 1             | 0             | 1             | 0             | 0                 | 0                 | 0                 | 0                 | 0                 | 1      | 1      | 0      | 1      | 0      |
| J. Mantha      | 20            | 196           | 170           | 13            | 13            | 3                 | 32                | 25                | 2                 | 5                 | 23     | 228    | 195    | 15     | 18     |
| T. Peter       | 21            | 268           | 213           | 31            | 24            | 3                 | 26                | 19                | 5                 | 2                 | 24     | 294    | 232    | 36     | 26     |
| J. Ramón       | 13            | 138           | 107           | 18            | 13            | 0                 | 0                 | 0                 | 0                 | 0                 | 13     | 138    | 107    | 18     | 13     |
| P. Schumann    | 10            | 93            | 71            | 7             | 15            | -                 | -                 | -                 | -                 | -                 | 10     | 93     | 71     | 7      | 15     |
| F. Suck        | 4             | 2             | 1             | 0             | 1             | 1                 | 0                 | 0                 | 0                 | 0                 | 5      | 2      | 1      | 0      | 1      |
| F. Tille       | 24            | 0             | 0             | 0             | 0             | 3                 | 0                 | 0                 | 0                 | 0                 | 27     | 0      | 0      | 0      | 0      |
| L. van der Ent | 21            | 146           | 97            | 40            | 9             | 3                 | 20                | 13                | 3                 | 4                 | 24     | 166    | 110    | 43     | 13     |
| L. Welsch      | 2             | 0             | 0             | 0             | 0             | 0                 | 0                 | 0                 | 0                 | 0                 | 2      | 0      | 0      | 0      | 0      |

P = presenze; PT = punti totali; AV = attacchi vincenti; MV = muri vincenti; BV = battute vincenti